# Thomas Kuratli
Thomas Kuratli (* 1988 in Goldach) ist ein Schweizer Musiker, Komponist elektronischer Musik, Filmkomponist und Sounddesigner.

## Leben
Thomas Kuratli besuchte von 2003 bis 2007 die Kantonsschule am Burggraben in St. Gallen mit Schwerpunkt Musik. 2008/2009 belegte er einen gestalterischen Vorkurs an der Schule für Gestaltung in St. Gallen. Von 2009 bis 2013 studierte er an der Zürcher Hochschule der Künste mit einem Abschluss als Bachelor of Arts im Fach Film. Seit 2013 lebt er in Paris.
Als Komponist ist Kuratli seit 2013 unter dem Pseudonym Pyrit aktiv. Kuratli hat Soundtracks für Lang- und Kurzfilme komponiert, wie beispielsweise für Ashkal von Youssef Chebbi oder Blue My Mind von Lisa Brühlmann. Pyrit-Songs gibt es u. a. in einer Emmy-nominierten Episode von Killing Eve. Ausserdem hat er Musik für Kunstausstellungen und für das Theater komponiert.

## Auszeichnungen
- 2018: Swiss Film Award – Best Film Score (Nominierung) in Blue My Mind
- 2020: Swiss Film Award Best Film Score (Nominierung) in Where We Belong
- 2022: 44th Montpellier Mediterranean Film Festival, Auszeichnung mit dem Jam Best Music Award,[3]

## Alben
- 2015: Ufo, Label Bookmaker Records
- 2017: Blue My Mind (Original Soundtrack), iM Tellfilm Publ.
- 2018: Pyrit. Control (2xLP-CD), Label Bookmaker Records